# Stade rochelais basket
El Stade Rochelais Basket es un equipo de baloncesto francés con sede en la ciudad de La Rochelle, que compite en la Betclic Élite, la máxima competición de su país. Disputa sus partidos en la Salle Gaston Neveur, con capacidad para 1.994 espectadores.

## Historia
El club fue creado en 1932 bajo el nombre de Rupella. En 1988, el club ascendió a la Pro B (2.ª división del baloncesto francés), manteniéndose hasta 1996 y quedando entre los diez primeros de la clasificación durante esos años. Por el club pasaron varios exjugadores de la NBA o de la Pro A, como Stan Mayhew, Don Collins o Freddy Hufnagel. El 10 de abril de 1996, el club se declaró en quiebra y descendió a la NM4 (6.ª división del baloncesto francés). El club pasó a llamarse La Rochelle Basket 17, ascendiendo cuatro años después a la NM2 (4.ª división del baloncesto francés), donde permaneció hasta la temporada 2011-2012.
El 13 de mayo de 2012, gracias a su victoria en la final de los Play-Offs sobre Trappes por 52-50, La Rochelle Basket 17 asciende a la NM1 (3.ª división del baloncesto francés). Bajo la denominación de Union Basket La Rochelle, el equipo dirigido por Gregory Thiélin causó sensación, clasificándose dos veces consecutivas para los Play-Offs, e incluso para la Final-Four en la temporada 2013-2014.
Descendieron a la NM2 en la temporada 2015-2016, regresando de vuelta a la NM1 en la temporada 2017-2018. Se fusionaron con el club francés de rugby del Stade Rochelais a partir de la temporada 2018-2019, del que adquirieron los colores amarillo y negro, pasándose a llamar Stade Rochelais Rupella.  En abril de 2020, el exjugador de la Selección de baloncesto de Francia Aymeric Jeanneau, fue nombrado nuevo director deportivo del club, cuyo objetivo era llevar al club al más alto nivel, la Jeep Élite (1.ª división del baloncesto francés).
En 2022, tras 26 años de ausencia, el equipo ascendió de nuevo a la Pro B. El Stade Rochelais se proclamó campeón de la Pro B 2023-2024, tras derrotar al Boulazac Basket Dordogne por 2-0 en la final de los play-offs, ascendiendo de esta manera por 1.ª vez en su historia  a la Betclic Élite.

## Nombres
- Rupella (1932-1996)
- La Rochelle Basket 17 (1996-2000)
- Rupella Basket (2000-2012)
- Union Basket La Rochelle (2012-2015)
- Rupella Basket 17 (2015-2018)
- Stade Rochelais Rupella (2018-2021)
- Stade Rochelais Basket (2021-presente)

## Trayectoria
| Temporada | Nivel | Liga         | Pos.           | G/P   | PL       | Resultado           | Copa de Francia |
| --------- | ----- | ------------ | -------------- | ----- | -------- | ------------------- | --------------- |
| 1986-87   | 2     | Nationale 1B | 10.º (Grupo A) | -     | -        | -                   | -               |
| 1987-88   | -     | -            | -              | -     | -        | -                   | -               |
| 1988-89   | 2     | Nationale 1B | -              | -     | -        | -                   | -               |
| 1989-90   | 2     | Nationale 1B | -              | -     | -        | -                   | -               |
| 1990-91   | 2     | Nationale 1B | -              | -     | -        | -                   | -               |
| 1991-92   | 2     | Nationale 1B | -              | -     | -        | -                   | -               |
| 1992-93   | 2     | Nationale A2 | 6.º            | 14-12 | -        | -                   | -               |
| 1993-94   | 2     | Pro B        | 9.º            | 18-16 | -        | -                   | -               |
| 1994-95   | 2     | Pro B        | 6.º            | 14-12 | 2-3      | Semifinales         | -               |
| 1995-96   | 2     | Pro B        | -              | -     | -        | -                   | -               |
| 1996-97   | 6     | NM4          | -              | -     | -        | -                   | -               |
| 1997-98   | -     | -            | -              | -     | -        | -                   | -               |
| 1998-99   | -     | -            | -              | -     | -        | -                   | -               |
| 1999-00   | -     | -            | -              | -     | -        | -                   | -               |
| 2000-01   | 4     | NM2          | 4.º            | -     | -        | -                   | -               |
| 2001-02   | 4     | NM2          | 7.º            | -     | -        | -                   | -               |
| 2002-03   | 4     | NM2          | 2.º            | -     | -        | -                   | -               |
| 2003-04   | 4     | NM2          | 2.º            | -     | -        | -                   | -               |
| 2004-05   | 4     | NM2          | 2.º            | -     | -        | -                   | -               |
| 2005-06   | 4     | NM2          | 2.º            | -     | -        | -                   | -               |
| 2006-07   | 4     | NM2          | 2.º            | -     | -        | -                   | -               |
| 2007-08   | 4     | NM2          | 3.º            | -     | -        | -                   | -               |
| 2008-09   | 4     | NM2          | 8.º            | -     | -        | -                   | -               |
| 2009-10   | 4     | NM2          | 1.º            | -     | -        | -                   | -               |
| 2010-11   | 4     | NM2          | 4.º            | -     | -        | -                   | -               |
| 2011-12   | 4     | NM2          | 1.º            | -     | -        | Ascenso semifinales | -               |
| 2012-13   | 3     | NM1          | 8.º            | 21-13 | 1-1      | Semifinales         | Ronda de 32     |
| 2013-14   | 3     | NM1          | 5.º            | 22-12 | 2-1      | Semifinales         | Ronda de 32     |
| 2014-15   | 3     | NM1          | 12.º           | 18-16 | -        | -                   | Ronda de 32     |
| 2015-16   | 3     | NM1          | 17.º           | 13-21 | -        | Descenso            | Ronda de 32     |
| 2016-17   | 4     | NM2          | 6.º (Grupo B)  | 14-12 | -        | -                   | -               |
| 2017-18   | 4     | NM2          | 1.º (Grupo B)  | 19-5  | 2-1      | Ascenso semifinales | -               |
| 2018-19   | 3     | NM1          | 9.º (Grupo B)  | 11-13 | -        | -                   | Ronda de 64     |
| 2019-20*  | 3     | NM1          | 12.º (Grupo A) | 10-16 | -        | -                   | Ronda de 64     |
| 2020-21   | 3     | NM1          | 3.º (Grupo A)  | 17-9  | Anulados | -                   | Ronda de 64     |
| 2021-22   | 3     | NM1          | 5.º (Grupo A)  | 24-20 | 8-1      | Ascenso campeón     | Ronda de 64     |
| 2022-23   | 2     | Pro B        | 12.º           | 15-19 | -        | -                   | Ronda de 32     |
| 2023-24   | 2     | Pro B        | 1.º            | 27-7  | 6-1      | Ascenso campeón     | Ronda de 32     |

1. ↑  el club no terminó la temporada por problemas financieros.

*La temporada fue cancelada debido a la pandemia del coronavirus.

## Palmarés

### Liga
- Pro B

-   -  Campeones (1): 2024

- NM1

-   -  Campeones Play-Offs (1): 2022

### Regional
- Copa Charente-Maritime

-   -  Campeones (1): 2008

- Copa de Francia Amateur

-   - Subcampeones (1): 2007

## Jugadores destacados
| - Bali Coulibaly (2018-2019) - Justin Sedlak (2015-2016) - David Mesa (2014-2015) - Ron Anderson Jr. (2019-2020) - Jahsha Bluntt (2015-2016) - Tray Buchanan (2023-2024) - Jarryd Cole (2012-2015) - Jay Couisnard (2014-2015) - Ishmael Donzo (2017-2018) - Robert Turner III (2022-2023) - William Walker (2015-2016) - Keith Wright (2021-2023) |  | - Jonathan Boucaud (2019-2020) - Gaëtan Clerc (2020-) - Jeffrey Dalmat (2012-2015) - Louis Iglesias (2009-2013) - Bastien Pinault (2014-2015) - Desmond Quincy-Jones (2020-2022) - Franck Seguela (2020-2022) - Diamory Sylla (2009-2015) - Arnauld Thinon (2019-2023) - Norville Carey (2021-2022) - Deividas Busma (2018-2019) - Mantas Ruikis (2018-2019) |  | - Jubrile Belo (2023-) - Andrew Thompson (2012-2014) - Johan Löfberg (2023-2024) - / Samir Mekdad (2013-2014) - / Faycal Sahraoui (2011-2019) - / Travis Munnings (2019-2020) - / Aba Koita (2009-2012) - / Abdoulaye Sy (2017-2019) - / Javon Masters (2022-2023) - / Amy M'Boma (2012-2014) |